# Renault Fuego
Renault Fuego – samochód sportowy klasy kompaktowej produkowany przez francuską markę Renault w latach 1980-1992.

## Historia i opis modelu
Model nadwozia – futurystyczny klin z zaokrąglonymi krawędziami został zaprezentowany pod koniec 1976 roku, podczas zamkniętego pokazu dla zarządu Renault. Bernard Vernier-Paliez nie krył entuzjazmu – nowa linia była zapowiedzią stylistyki lat 80. Pod względem technologicznym nadwozie aż do słupka B było niemal identyczne jak nadwozie w Renault 18. Poważne różnice dotyczyły tylnej partii karoserii.
Za design nadwozia odpowiadali szef Service Style Automobile Renault (dział designu), Gaston Juchet oraz nowy designer Robert Opron, który do Renault trafił wprost z firmy Citroen, gdzie projektował m.in. model SM i CX. Wbrew panującym w latach 70. trendom na ostre krawędzie i geometryczny design, Opron był zwolennikiem nadwozi o miękkich, płynnych liniach, jakie nadał sylwetce modelu 18. Najbardziej charakterystycznym elementem nowego projektu była gięta szyba tylna, będąca jednocześnie pokrywą bagażnika. Już po oficjalnej prezentacji odzywały się głosy sugerujące, że to nieprzypadkowe podobieństwo nawiązujące do Porsche 924 autorstwa Harma Laagaya. Wystarczy jednak spojrzeć na Citroëna SM – dzieło Oprona z 1970 roku, aby zdobyć kolejne argumenty za pierwszeństwem dla francuskiego designera. Projekt Fuego był bardzo ciekawy i pod wieloma względami wyróżniał się spośród konkurencji. Nie był typowym coupé, ale mimo to jego sylwetka miała zdecydowanie sportowy charakter.

## Galeria

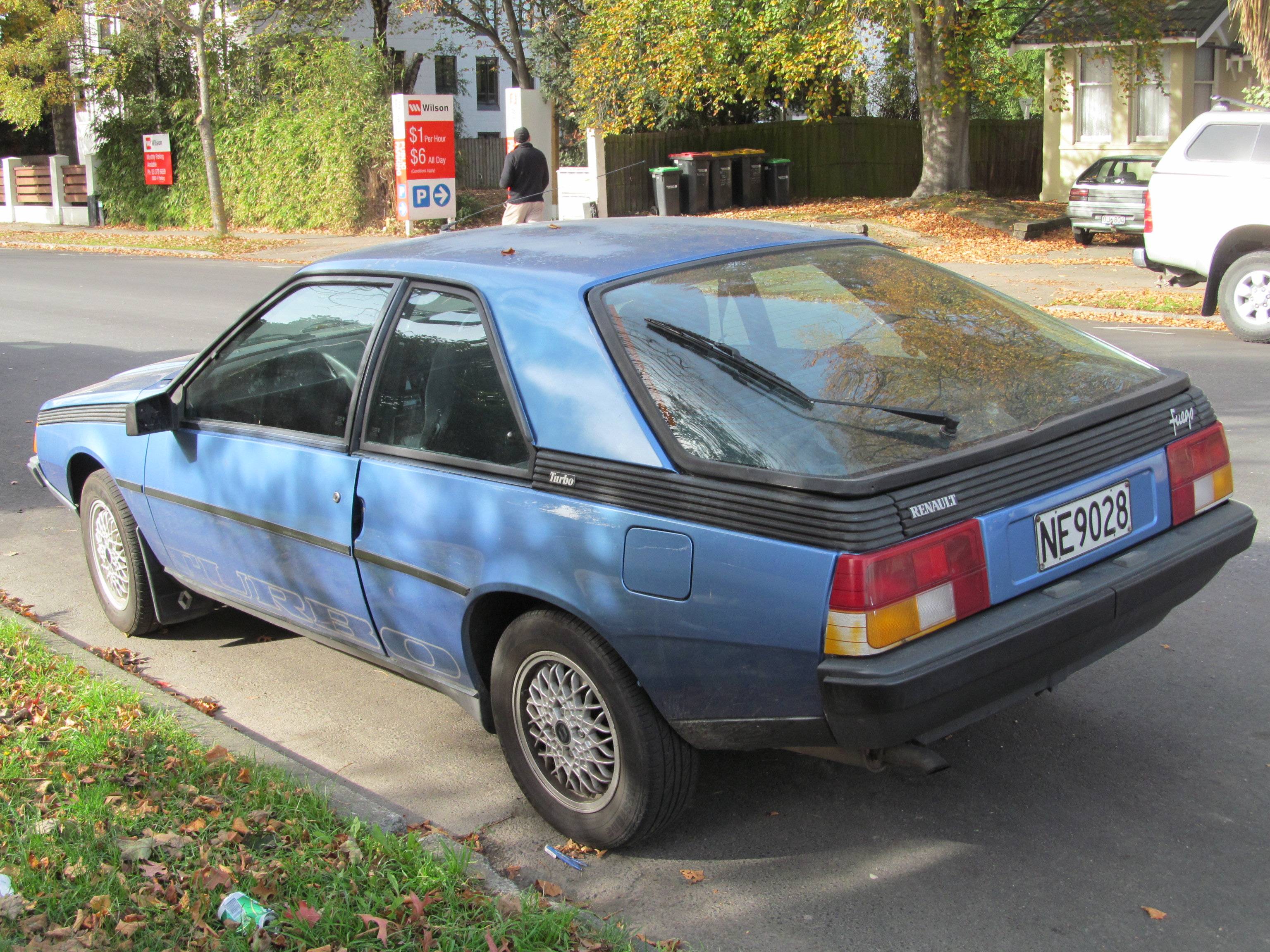
Renault Fuego - tył
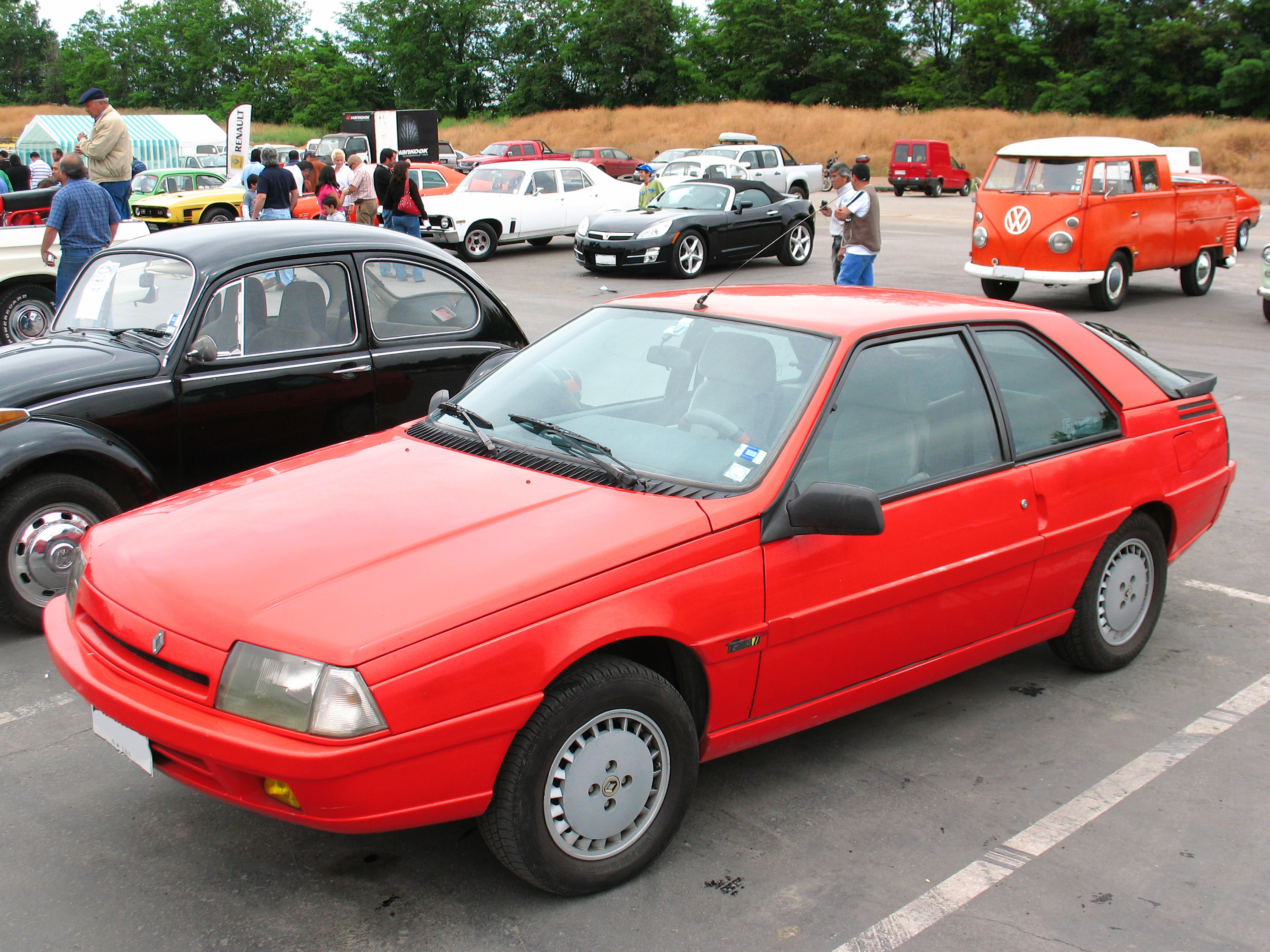
Renault Fuego GTA
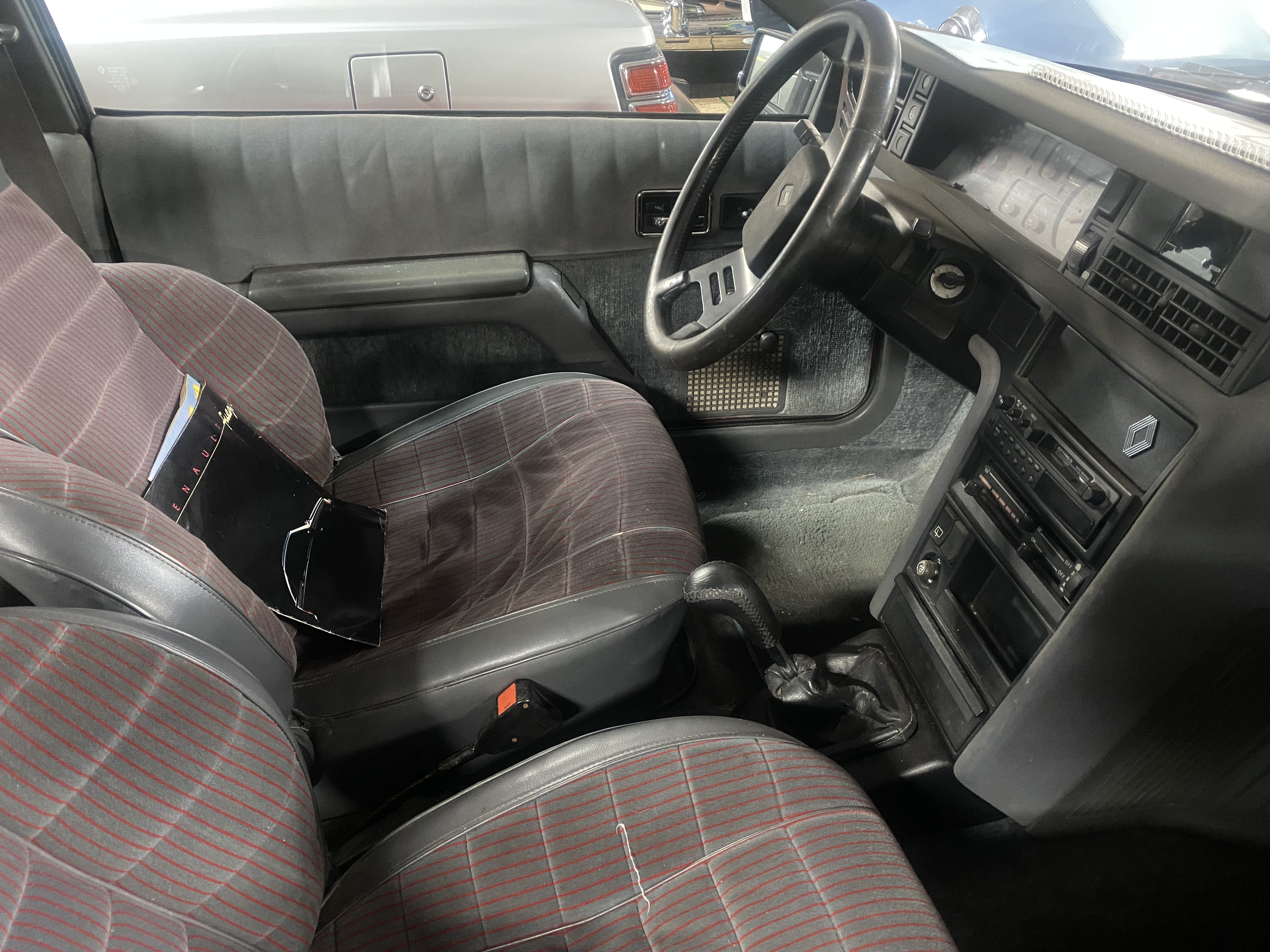
Wnętrze
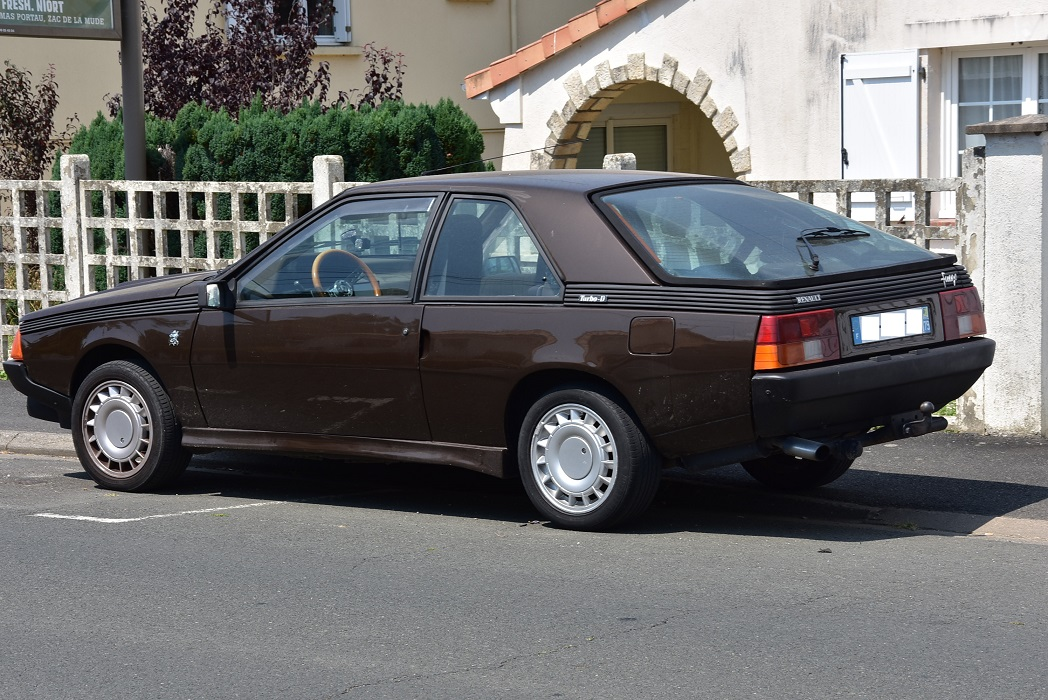
Turbodiesel, 1982

## Dane techniczne[2]

### Silnik
- R4 1,6 l (1565 cm³), 2 zawory na cylinder, SOHC, turbo
- Układ zasilania: gaźnik
- Średnica × skok tłoka: 77,00 mm × 84,00 mm
- Stopień sprężania: 8,0:1
- Moc maksymalna: 134 KM (98,4 kW) przy 5500 obr./min
- Maksymalny moment obrotowy: 199 N•m przy 3000 obr./min

### Osiągi
- Przyspieszenie 0-100 km/h: 9,5 s
- Prędkość maksymalna: 193 km/h